# 佐竹義格
佐竹 義格（さたけ よしただ）は、江戸時代中期の大名。出羽国久保田藩の第4代藩主。佐竹氏第22代当主。通称は源次郎。官位は従四位下・侍従、大膳大夫。

## 生涯
第3代藩主・佐竹義処の3男として誕生。母は布施氏（智清院）。幼名は千代助、千代丸。
元禄13年（1700年）11月15日、父・義処の嫡子となった。兄・義苗の早世に伴う措置であった。元禄16年（1703年）4月1日、5代将軍・徳川綱吉に御目見する。同年8月12日、義処の死去により家督を相続した。宝永5年（1708年）12月18日、従四位下侍従、大膳大夫に叙任する。正徳元年（1711年）4月13日、初めてお国入りする許可を得る。正徳5年（1715年）7月19日、久保田城において死去、享年22。法号は天祥院実厳円真。墓所は秋田県秋田市泉三嶽根の天徳寺。
宝永6年（1709年）、藩文所を秋田史館と改称する。また、父の時代に破綻した藩財政再建のために植林を奨励し、さらには救貧対策にも尽力するなど、若くしてその才能を見せたが、江戸屋敷の火災や元禄地震による天災が相次いだ上、義格自身も死去したために、改革は失敗に終わった。
正室はいない。なお、浅野綱長の娘と婚約していた。側室に平賀氏（光全院）。一男あり。長男は早世したため、養嗣子・義峯が継いだ。

## 系譜
- 父：佐竹義処（1637-1703）
- 母：智清院 - 布施氏
- 正室：無
- 側室：光全院（1698-1731） - 平賀氏
  - 男子：源之助（1714-1714） - 夭折
- 婚約者：浅野綱長の娘
- 養子
  - 男子：佐竹義峯（1690-1749） - 佐竹義長の次男

## 偏諱を受けた人物
- 渋江格光（家臣）
- 多賀谷格重（家臣、多賀谷峯経の次兄・養父）